# Преврат в Чехословакия (1948)
Превратът в Чехословакия от 1948 г. (често известен само като Чешки преврат) (на чешки: Únor 1948; на словашки: Február 1948) и двете означаващи февруари 1948), известен в комунистическата историография като „Победоносния февруари“ (на чешки: Vítězný únor; на словашки: Víťazný február) е комунистически преврат, извършен в края на февруари, при който Комунистическата партия на Чехословакия със съветска помощ придобива контрола над правителството на Чехословакия, като така бележи началото на комунистическата диктатура, продължила четири десетилетия.
Значението на преврата минава отвъд границите на страната и е ясен индикатор за напредването на Студената война. Събитието алармира западните страни и спомага за бързото приемане на плана „Маршал“, създаването на Западна Германия и енергичните мерки за предотвратяване на идването на комунистите на власт във Франция и особено в Италия, както и стъпки към осигуряване на взаимна сигурност, която довежда до създаването на НАТО след малко повече от година.

## Предхождащи събития
След края на Втората световна война Комунистическата партия на Чехословакия (КПЧ) е в добра позиция. Нейното силно влияние в чехословашката политика от 20-те години на XX век насам, участието ѝ в съпротивата през Втората световна война и сътрудничеството ѝ с некомунистически партии, идентификацията ѝ със СССР, освободителя на страната, стремежът страната да се превърне във водеща политическа сила, без да тревожи Запада, съчетан с популярната опозиция на нацисткото управление, както и новите политически реалности на живот в съветската орбита водят до скок на членството от 40 000 души през 1945 г. до 1,35 милиона през 1948 г.
Лидера на КПЧ Клемент Готвалд казва през 1945 г., че „въпреки добрата ситуация, следващата цел е не съвети и социализъм, а извършване на наистина истинска демократична национална революция“, като по този начин той свързва партията си с чехословашката демократична традиция (Готвалд дори твърди, че е ученик на Томаш Масарик) и с чешкия национализъм, като набляга на популярните антигермански чувства. В първите години след войната той работи с други партии в коалиция, наречена Национален фронт, като комунистите се стремят да пазят известна репутация, за това са съгласни да работят вътре в системата.
На парламентарните избори през 1946 г. КПЧ печели 38% от вота. Това е най-доброто представяне на европейска комунистическа партия на свободни избори и далеч повече от 22 процента на Унгарската комунистическа партия година година по-късно в единствените свободни и честни следвоенни избори в съветската зона на влияние. Президентът Едуард Бенеш, самият той некомунист, но държащ на сътрудничество със СССР и надяващ се на странене от Съюзниците, кани Готвалд да стане министър-председател. Въпреки че в правителството все още има некомунистическо мнозинство (9 комунисти и 17 некомунисти), КПЧ има контрола над полицията и въоръжените сили и доминира над други ключови министерства като тези на пропагандата, образованието, социалното благосъстояние и земеделието, скоро те доминират и в гражданските услуги.
До лятото на 1947 г. КПЧ отчуждава цяла група потенциални гласоподователи. Дейността на полицията, оглавена от вътрешния министър-комунист Вацлав Носек, е тясно насочена срещу много граждани. Фермерите са обект на колективизация, а някои работници са ядосани на комунистическите изисквания за увеличаване на нормата, без да се дават по-високи надници. Общото очакване е, че комунистите ще загубят на изборите през май 1948 г. На събранието на Коминформбюрото през септември 1947 г. Андрей Жданов казва, че съветската победа помага да се постигне „пълна победа на работническата класа над буржоазията във всяка източноевропейска земя освен Чехословакия, където премерването на силите остава все още нерешено.“ Това ясно показва на КПЧ, че трябва да засили усилията си за придобиване на пълната власт. Тази бележка ще бъде направена отново по време на Пражката пролет, когато партийните архиви се отварят и показва, че Сталин е изоставил цялата идея за парламентарния път на Чехословакия, когато комунистическите партии на Франция и Италия се провалят през 1947 и 1948 г.
Генералният секретар на КПЧ Рудолф Слански, който е представител на партията на срещата на Коминформбюрото се завръща в Прага с план за завземане на властта. Слански отбелязва, че „както на международното поле, така и на домашния фронт трябва да бъдем офанзивни“ КПЧ поддържа двойна стратегия. Партията знае, че трябва да поддържа фасадата за работата си в демократична политически система и е наясно, че насилствен преврат ще бъде неприемлив. Тя търси абсолютно мнозинство на изборите, насрочени за 1948 г., но разпадането на лявото крило на фракции прави това невъзможно. Това води до извънпарламентарни действия. Организиране на „спонтанни“ демонстрации да се „даде израз на волята на хората“ и постоянни посещения на парламента на работнически делегации, които трябва да осигурят „мобилизация на масите“.

## Превратът
През зимата на 1947 – 1948 г. в кабинета и парламента напрежението между комунистите и техните опоненти води до все по-остри конфликти. Проблемите се увеличават след като през февруари 1948 г. Носек се опитва неправомерно да увеличи властта си, като се опитва да изгони останалите некомунисти в националната полиция. Апаратът за сигурност и полицията се трансформират в инструменти на КПЧ, заплашвайки по този начин гражданските свободи.
На 12 февруари некомунистите в кабинета изискват наказание за провинилите се комунисти в правителството и край на тяхната подривна дейност. Носек, подкрепен от Готвалд, отказва. Той и неговите съпартийци заплашват с използването на сила, за да избегнат загуба в парламента и мобилизират свои симпатизанти в страната. На 21 февруари 12 некомунистически министри подават оставка в знак на протест, след като Носек отказва да върне 8 офицери некомунисти в полицията, въпреки гласуването на кабинета в тяхна полза. Повечето от министрите обаче остават на своите постове, като лидерът на Чешката социалдемократическа партия Зденек Фиерлингер не крие своята подкрепа за комунистите.
Некомунистите предполагат, че Бенеш ще откаже техните оставки, като ги запази за служебно правителството и в процеса на това на комунистите да им стане неудобно да ги приемат. Бенеш отначало настоява да не бъде съставяно ново правителство, което да не включва министри от некомунистически партии. Обаче атмосферата на увеличаващо се напрежение, съчетано с масови комунистически демонстрации в страната, го убеждава да остане неутрален по този въпрос. Той се страхува и от възможността КПЧ да организира въстание или чрез решението си да даде повод на Червената армия да нападне страната и да възстанови реда.
Ако Бенеш проведе своята линия, комунистите няма да могат да сформират правителство. Има само две ненасилствени средства за разрешаване на кризата – да се даде път на некомунистите или да се рискува поражение на изборите, които КПЧ няма да има възможността да нагласи. Некомунистите виждат това като момент на възможност и трябва да действат бързо, преди комунистите да поемат пълния контрол над полицията и да застрашат изборния процес.
В същото време министрите-некомунисти се държат сякаш това е обикновена криза като тези от преди 1939 г. Те не знаят обаче, че комунистите се мобилизират, за да завземат властта. Съветският заместник-външен министър Валериан Зорин, който е посланик в Чехословакия между 1945 и 1947 г., се завръща в Прага, за да помогне за последните приготовления за преврата. Въоръжена милиция и полиция завземат Прага, предизвикани са комунистически демонстрации, а антикомунистическите студентски демонстрации са разпръснати. Министерствата на министрите-некомунисти са окупирани, цивилните чиновници разпръснати, а на министрите е забранено да влизат в собствените си министерства. Армията под ръководството на министъра на отбраната Лудвик Свобода, който формално не е към никоя партия, помага на комунистите да се внедрят в офицерския корпус и задържа армията в казармите и тя не се намесва.
Комунистическите „Акционни комитети“ и милициите на синдикалните организации бързо се въоръжават и са изпратени на улиците, като са подготвени да извършат чистка на антикомунистите. В реч пред 100 000 от тях Готвалд заплашва с обща стачка, ако Бенеш не се съгласи да формира ново правителство, доминирано от комунисти. В един момент Зорин предлага услугите на Червената армия, която лагерува край границите на страната, но Готвалд отхвърля предложението, смятайки, че заплахата за насилие в комбинация със силния политически натиск ще са достатъчни за Бенеш да се предаде. Както Готвалд казва след преврата, Бенеш „знае какво е сила и това го кара да оцени тази ситуация реалистично“.
На 25 февруари 1948 г. Бенеш, страхувайки се от гражданска война и съветска намеса, се предава. Той приема оставките на некомунистическите министри и назначава ново правителство съгласно изискванията на КПЧ. Готвалд продължава да е министър-председател на правителство, доминирано от комунисти и проруско настроени социалдемократи. Лидерът на социалдемократите Зденек Фиерлингер поддържа от известно време близки връзки с комунистите. Номинално правителството се води коалиционно поради наличието на членове на Народната партия, Националната социалистическа партия и словашката демократическа партия. Обаче другите партии са завзети от симпатизанти на комунистите, а министрите всъщност са попутчици (термин за симпатизанти на дадена партия, които формално не членуват в нея). Единственият министър, който не е нито комунист, нито техен симпатизант е министърът на външните работи Ян Масарик. Масарик е открит мъртъв две седмици по-късно на улицата, под прозорец на третия етаж. Някои негови приятели и почитатели смятат, че Масарик се е самоубил от отчаяние. Обаче съветските архиви, разсекретени през 2004 г., потвърждават дългогодишните западни подозрения, че всъщност е бил хвърлен. След преврата комунистите бързо консолидират властта си. Хиляди са уволнени, а стотици са арестувани. Хиляди напускат страната, за да избягат от живота в комунизъм. Националното събрание, свободно избрано две години по-рано, бързо се огъва и дава на правителството на Готвалд вот на доверие през месец март. Резултатът 230 – 0 е единодушен, въпреки че 9 депутати са подали оставки след преврата.